# Дружная (Тверская область)
Дружная — деревня в Оленинском районе Тверской области России. Входит в состав Мостовского сельского поселения.

## История
В 1966 г. указом президиума ВС РСФСР деревня Грязная переименована в Дружная.

## Население
| 2010 |
| ---- |
| 6    |

## География
Расположена в болотистой местности к востоку от реки Трибески. Расстояние до районного центра по автодорогам составляет 39 километров. Ближайший населённый пункт — деревня Требески на противоположном берегу реки.